# Lose Control (песня Тедди Свимса)
«Lose Control» — песня американского певца Тедди Свимса, вышедшая 23 июня 2023 года в качестве второго сингла с его дебютного студийного альбома I’ve Tried Everything but Therapy (Part 1) (2023). Спродюсированная Ammo и Джулианом Бунеттой, эта песня стала первой песней Свимса, попавшей в Billboard Hot 100, дебютировав под номером 99 и в марте 2024 года достигнув первого места в США. Она также возглавила чарты в Бельгии, Исландии, Люксембурге и Швейцарии. Сингл вошёл в десятку лучших хитов в нескольких странах (включая Австралию, Великобританию, Канаду, Нидерланды, Новую Зеландию, США) и получил золотые сертификации в Австралии, Канаде, Нидерландах и Новой Зеландии. Песня заняла первое место в итоговом списке Лучшие синглы США 2024 года по версии Billboard (Billboard Year-End).

## История
Тедди Свимс сказал о песне:
Влюбленность иногда похожа на зависимость — всегда гонишься за максимумом и минимумом. Это о том, как теряешь себя и теряешь контроль, когда все начинает сдавать и думаешь, что единственный выход — это быть с этим человеком, преследуя это чувство снова и снова.
«Когда она была закончена, я показывал ее всем перед выходом песни», — рассказал Тедди Свимс в интервью Billboard о «Lose Control» в прошлом году. «Я просто почувствовал эту энергию, как будто „это свет в бутылке“. Я знал, что это изменит мою жизнь».

## Награды и номинации
| Год  | Награда                | Категория                            | Результат | Ссылка        |
| ---- | ---------------------- | ------------------------------------ | --------- | ------------- |
| 2024 | MTV Video Music Awards | Song of the Year                     | Номинация | [ 6 ]         |
| 2024 | MTV Video Music Awards | Best Alternative Video               | Номинация | [ 6 ]         |
| 2024 | MTV Video Music Awards | Push Performance of the Year         | Номинация | [ 6 ]         |
| 2024 | Billboard Music Awards | Top Hot 100 Song                     | Победа    | [ 7 ]         |
| 2024 | Billboard Music Awards | Top Streaming Song                   | Номинация | [ 7 ]         |
| 2024 | Billboard Music Awards | Top Radio Song                       | Победа    | [ 7 ]         |
| 2024 | Billboard Music Awards | Top Selling Song                     | Номинация | [ 7 ]         |
| 2024 | Billboard Music Awards | Top Billboard Global Song            | Номинация | [ 7 ]         |
| 2024 | Billboard Music Awards | Top Billboard Global (Excl. US) Song | Номинация | [ 7 ]         |
| 2024 | NRJ Music Awards       | International Hit of the Year        | Номинация | [ 8 ] [ 9 ]   |
| 2024 | NRJ Music Awards       | Most Radio Airplay in France         | Победа    | [ 8 ] [ 9 ]   |
| 2024 | Los 40 Music Awards    | Best International Song              | Номинация | [ 10 ] [ 11 ] |

## Коммерческий успех
Сингл стала первой песней Свимса, попавшей в Billboard Hot 100, дебютировав в августе 2023 года под номером 99. В январе 2024 года песня поднялась до третьего места, а в марте 2024 года достигла первого места в Hot 100. Кроме того, войдя в историю, песня завершает свое восхождение на вершину Hot 100 на 32-й неделе — это самый длинный путь к № 1 по количеству недель в чарте для сольной мужской песни за всю 65-летнюю историю списка.
На 21 сентября 2024 года сингл провёл 35 недель в Топ-10 хит-парада Hot 100. Также сингл возглавил несколько разных радиоэфирных хит-парадов, как общий Radio Songs, так и жанровые Adult Contemporary, Pop Airplay, Adult Pop Airplay и Adult R&B Airplay.
В чарте Billboard Hot 100 от 12 июля 2025 года сингл находился 68-ю неделю в топ-10 и 98-ю неделю в чарте в целом (увеличение двух исторических рекордов).

## Концертные исполнения
Тедди Свимс исполнил песню на нескольких шоу: на финале конкурса «Голос», на шоу Келли Кларксон (исполнив песню дуэтом вместе с ней) и на Шоу Грэма Нортона.

## Чарты
| Чарт (2023—2025)                           | Высшая позиция |
| ------------------------------------------ | -------------- |
| Австралия (ARIA)                           | 4              |
| Австрия (Ö3 Austria Top 40)                | 5              |
| Бельгия/Фландрия (Ultratop 50)             | 1              |
| Бельгия/Валлония (Ultratop 50)             | 1              |
| Канада (Canadian Hot 100)                  | 2              |
| Канада (Billboard AC)                      | 1              |
| Канада (Billboard CHR/Top 40)              | 1              |
| Канада (Billboard Hot AC)                  | 1              |
| СНГ (TopHit Airplay)                       | 1              |
| Чехия (Rádio — Top 100)                    | 1              |
| Чехия (Singles Digitál Top 100)            | 11             |
| Франция (SNEP)                             | 6              |
| Германия (GfK)                             | 6              |
| Мир Global 200 (Billboard)                 | 4              |
| Ирландия (IRMA)                            | 4              |
| Литва (AGATA)                              | 26             |
| Люксембург (Billboard)                     | 1              |
| Нидерланды (Dutch Top 40)                  | 2              |
| Нидерланды (Single Top 100)                | 3              |
| Новая Зеландия (Recorded Music NZ)         | 3              |
| Норвегия (VG-lista)                        | 6              |
| Польша (Polish Airplay Top 100)            | 2              |
| Португалия (AFP)                           | 5              |
| Румыния (UPFR)                             | 6              |
| Румыния Airplay (TopHit)                   | 3              |
| Словакия (Rádio — Top 100)                 | 4              |
| Словакия (Singles Digitál Top 100)         | 10             |
| Швеция (Sverigetopplistan)                 | 15             |
| Швейцария (Schweizer Hitparade)            | 1              |
| Великобритания (OCC UK Singles)            | 2              |
| Украина (TopHit)                           | 17             |
| США Billboard Hot 100                      | 1              |
| США (Adult Alternative Airplay, Billboard) | 2              |
| США (Billboard Adult Contemporary)         | 1              |
| США (Billboard Adult Pop Airplay)          | 1              |
| США (Billboard Dance/Mix Show Airplay)     | 21             |
| США (Billboard Pop Airplay)                | 1              |
| США (Billboard R&B/Hip-Hop Airplay)        | 9              |
| США (Billboard Rhythmic)                   | 13             |
| США (Billboard Rock & Alternative Airplay) | 24             |

| Чарт (2023)                    | Позиция |
| ------------------------------ | ------- |
| Belgium (Ultratop 50 Flanders) | 67      |
| CIS Airplay (TopHit)           | 105     |
| Netherlands (Dutch Top 40)     | 19      |
| Netherlands (Single Top 100)   | 67      |
| Romania Airplay (TopHit)       | 37      |
| Russia Airplay (TopHit)        | 102     |

| Чарт (2024)                              | Позиция |
| ---------------------------------------- | ------- |
| Canada (Canadian Hot 100)                | 3       |
| Germany (GfK)                            | 12      |
| Global 200 (Billboard)                   | 2       |
| Global Excl. US (Billboard)              | 5       |
| New Zealand (Recorded Music NZ)          | 1       |
| UK Singles (OCC)                         | 4       |
| US Billboard Hot 100                     | 1       |
| US Adult Alternative Airplay (Billboard) | 13      |
| US Adult Contemporary (Billboard)        | 5       |
| US Adult Top 40 (Billboard)              | 1       |
| US Mainstream Top 40 (Billboard)         | 2       |
| US Rhythmic (Billboard)                  | 40      |

## Сертификации
| Регион                                                                      | Сертификация  | Продажи   |
| --------------------------------------------------------------------------- | ------------- | --------- |
| Австралия (ARIA)                                                            | 7× Платиновый | 490 000   |
| Австрия (IFPI Austria)                                                      | Платиновый    | 30 000    |
| Бельгия (BEA)                                                               | Платиновый    | 40 000    |
| Канада (Music Canada)                                                       | 9× Платиновый | 720 000   |
| Дания (IFPI Danmark)                                                        | 2× Платиновый | 180 000   |
| Франция (SNEP)                                                              | Бриллиантовый | 333 333   |
| Германия (BVMI)                                                             | Золотой       | 300 000   |
| Италия (FIMI)                                                               | Платиновый    | 100 000   |
| Нидерланды (NVPI)                                                           | Платиновый    | 93 000    |
| Новая Зеландия (RMNZ)                                                       | 6× Платиновый | 180 000   |
| Польша (ZPAV)                                                               | 4× Платиновый | 200 000   |
| Польша (ZPAV) · Live version                                                | Золотой       | 25 000    |
| Португалия (AFP)                                                            | 5× Платиновый | 50 000    |
| Испания (PROMUSICAE)                                                        | 2× Платиновый | 120 000   |
| Швейцария (IFPI Switzerland)                                                | 4× Платиновый | 80 000    |
| Великобритания (BPI)                                                        | 3× Платиновый | 1 800 000 |
| США (RIAA)                                                                  | 6× Платиновый | 6 000 000 |
| Данные о продажах + прослушиваниях приведены только на основе сертификации. |               |           |